# Équipe du Kazakhstan masculine de volley-ball
Cet article traite de l'équipe masculine. Pour l'équipe féminine, voir Équipe du Kazakhstan féminine de volley-ball.
L'équipe du Kazakhstan de volley-ball est composée des meilleurs joueurs kazakhs sélectionnés par la Fédération kazakhe de volley-ball (FKVB). Elle est actuellement classée au 44e rang de la Fédération internationale de volley-ball (au 7 octobre 2013).

## Sélection actuelle
Sélection pour les qualifications aux Championnats du monde 2010.

Entraîneur : Genadijs Parsins  ; entraîneur-adjoint : Rafail Gilyazutdinov 

## Palmarès et parcours

### Palmarès
- Championnat d'Asie et d'Océanie
  - Finaliste : 1993 et 2017

### Parcours

#### Championnats du monde
| - 1949 : non participant - 1952 : non participant - 1956 : non participant - 1960 : non participant - 1962 : non participant - 1966 : non participant - 1970 : non participant - 1974 : non participant - 1978 : non participant - 1982 : non participant | - 1986 : non participant - 1990 : non participant - 1994 : non qualifié - 1998 : non qualifié - 2002 : 19e - 2006 : 24e - 2010 : non qualifié |

#### Championnat d'Asie et d'Océanie
| - 1975 : non participant - 1979 : non participant - 1983 : non participant - 1987 : non participant - 1989 : non participant - 1991 : non participant - 1993 : Finaliste - 1995 : 14e - 1997 : non qualifié - 1999 : 11e | - 2001 : 9e - 2003 : 8e - 2005 : non qualifié - 2007 : 10e - 2009 : 5e - 2011 : 9e - 2013 : 10e - 2015 : 9e - 2017 : Finaliste - 2019 : 10e |

#### Ligue mondiale
| - 1990 : non participant - 1991 : non participant - 1992 : non participant - 1993 : non participant - 1994 : non participant - 1995 : non participant - 1996 : non participant - 1997 : non participant - 1998 : non participant - 1999 : non participant | - 2000 : non participant - 2001 : non participant - 2002 : non participant - 2003 : non participant - 2004 : non participant - 2005 : non participant - 2006 : non participant - 2007 : non participant - 2008 : non participant - 2009 : non participant | - 2010 : non participant - 2011 : non participant - 2012 : non participant - 2013 : non participant - 2014 : non participant - 2015 : 28e |

#### Jeux asiatiques
| - 1958 : non participant - 1962 : non participant - 1966 : non participant - 1970 : non participant - 1974 : non participant - 1978 : non participant - 1982 : non participant - 1986 : non participant - 1990 : non participant - 1994 : 4e | - 1998 : 8e - 2002 : non qualifié - 2006 : 7e - 2010 : 9e |